# Seventh Avenue
Seventh Avenue est un groupe de power metal allemand, originaire de Wolfsbourg, en Basse-Saxe. Actif entre 1989 et 2012, le groupe compte un total de six albums studio et deux EPs.

## Biographie

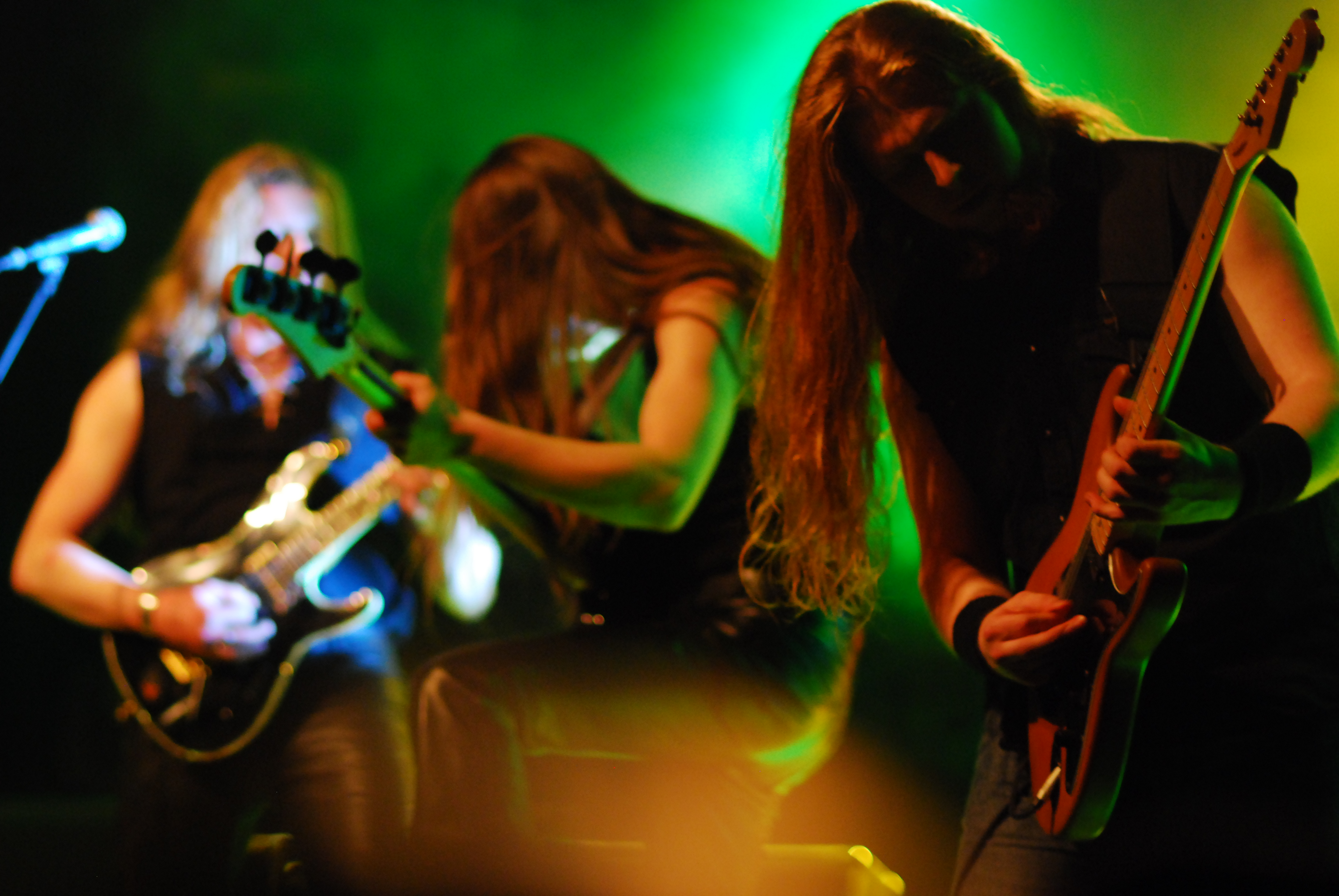
Le guitariste Florian Gottsleben à droite.

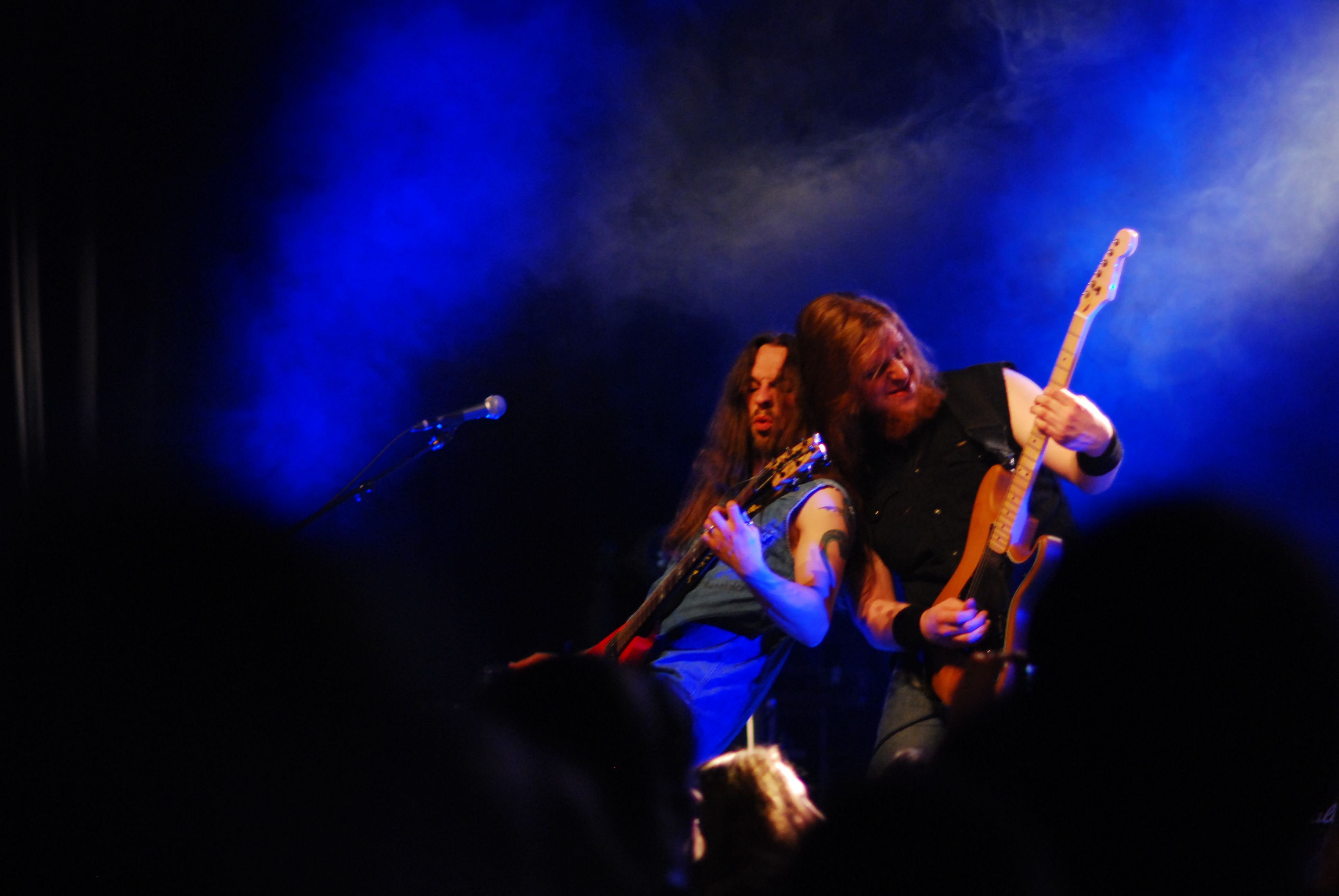
Le bassiste Markus Beckk (à gauche) et le guitariste Florian Gottsleben (à droite).

En 1989, quelques adolescent inspirés par les groupes de heavy metal se lancent dans la musique. Ils publient un album dans un petit label. Deux ans plus tard, le chanteur quitte le groupe, qui est ensuite remplacé par le jeune chanteur puis guitariste Herbie Langhans. Cette nouvelle formation change de nom pour Seventh Avenue. En 1993, ils publient leur première démo, First Strike. Elle suit de plusieurs concerts. 
Un an plus tard, ils prévoient un nouvel album, Rainbowland. Cependant, à cause de problèmes internes, la sortie est repoussée. Le second guitariste quitte soudainement le groupe. Herbie le remplace à la guitare. Après quelques mois, leur premier album est finalement publié. En 1996, le groupe signe pour deux albums au label Treasure Hunt Records. Ils commencent immédiatement les enregistrements de leur nouvel album, Tales of Tales. Avec cet album, ils atteignent la 18e place des classements musicaux japonais. En 1997, le batteur Louis Schock quitte le groupe, et est remplacé par Mike Pflüger. Andi Gutjahr est recruté pour l'album Southgate publié en 1998.
En 1999, William Hieb quitte aussi le groupe, laissant derrière lui Herbie et Mike. Les deux réussissent à trouver un nouveau bassiste et un autre second guitariste, Geronimo Stade et Florian Gottsleben, respectivement. Après la sortie de leur album, ils se lancent en tournée. Au Brésil, le groupe se popularise remarquablement et signe des droits de distribution sud-américaine avec le label Mega Hard Records.
À la fin de 2001, Seventh Avenue se lance dans l'enregistrement de son album Between the Worlds. En septembre 2002, le groupe joue au Brésil à un concert appelé WMetal Concerts, organisé par Mega Hard Records. De retour en Allemagne, Seventh Avenue signe un contrat avec le label Massacre Records, et publie l'album Between the Worlds en 2003, suivi d'un autre album, Eternals, en 2004. Le bassiste Geronimo quitte le groupe et Markus Beck prend sa place. L'album Terium, leur premier album-concept est publié le 28 mars 2008 chez Massacre Records. Ils sont confirmés les 21 et 23 novembre 2008 pour le Brainstorm Festival aux Pays-Bas, aux côtés de rebellion et'Eluveitie. En novembre 2008, Ulterium Records annonce la réédition de leur album Southgate pour le 23 janvier 2009.
Le groupe annonce sa séparation le 4 septembre 2012 sur son site web officiel.

## Projets parallèles
Herbie Langhans et Andi Gutjahr, accompagnés d'autres membres, produisent un album tribute en 1998 intitulé A Tribute to the Past sous le nom de Treasure Seeker. L'album s'inspire de groupes comme Bloodgood, Stryper, et Bride. En 2010, Herbie Langhans participe au projet Sinbreed avec les membres de Blind Guardian et Redkey. En mars 2015, Langhans annonce un nouveau projet baptisé Radiant, formé avec les anciens membres de Seventh Avenue.

## Membres

### Derniers membres
- Markus Beck - basse
- Florian Gottsleben - guitare rythmique, chœurs
- Herbie Langhans - chant, guitare solo

### Anciens membres
- Geronimo Stade - basse (1989–2004)
- Wiliam Hieb - basse (1989–1998)
- Louis Schock - batterie (1989–1997)
- Mike Pflüger - batterie
- Andi Gutjahr - guitare (1989–1997)
- Kai Mühlenbruch - guitare